# یولیان برانت
یولیان برانت (به آلمانی: Julian Brandt؛ زادهٔ ۲ مهٔ ۱۹۹۶) بازیکن فوتبال اهل آلمان است که در پست هافبک هجومی برای باشگاه بروسیا دورتموند در بوندس‌لیگا و تیم ملی آلمان بازی می‌کند.
برانت بیش از ۵۵ بازی برای تیم‌های زیر ۱۵ تا ۲۱ سال آلمان بازی می‌کرد. او عضو تیم ملی بود که در سال ۲۰۱۴ قهرمانی یورو زیر ۱۹ ساله اروپا را به دست آورد. وی بیشترین پاس گل را در المپیک ریو ثبت کرد.
برانت عضو تیم‌های قهرمان: جام جهانی زیر ۱۹ سال، جام کنفدراسیون‌ها و جام ملت‌های اروپا زیر ۱۹ سال است.

## آمارِ ملّی

### بازی‌های ملّی
تا تاریخ ۱۳ آوریل ۲۰۲۳
| آلمان | آلمان | آلمان | آلمان  |
| سال   | بازی  | گل    | پاس گل |
| ----- | ----- | ----- | ------ |
| ۲۰۱۶  | ۴     | ۰     | ۰      |
| ۲۰۱۷  | ۹     | ۱     | ۲      |
| ۲۰۱۸  | ۱۰    | ۱     | ۰      |
| ۲۰۱۹  | ۸     | ۱     | ۱      |
| ۲۰۲۰  | ۴     | ۰     | ۰      |
| ۲۰۲۱  | ۱     | ۰     | ۰      |
| ۲۰۲۲  | ۳     | ۰     | ۰      |
| ۲۰۲۳  | ۸     | ۰     | ۰      |
| ۲۰۲۴  | ۱     | ۰     | ۰      |
| مجموع | ۴۸    | ۳     | ۳      |

### گل‌های ملّی
| شماره | تاریخ          | میزبان    | بازی ملی | حریف         | نتیجه | رقابت                         |
| ----- | -------------- | --------- | -------- | ------------ | ----- | ----------------------------- |
| ۱     | ۱۰ ژوئن ۲۰۱۷   | نورنبرگ   | ۷        | سان مارینو   | ۷–۰   | مقدماتی جام جهانی ۲۰۱۸        |
| ۲     | ۹ سپتامبر ۲۰۱۸ | زینسهایم  | ۲۰       | پرو          | ۲–۱   | دوستانه                       |
| ۳     | ۱۹ نوامبر ۲۰۱۹ | فرانکفورت | ۳۱       | ایرلند شمالی | ۶–۱   | مقدماتی جام ملت‌های اروپا ۲۰۲۰ |

## حرفه باشگاهی
در دوران نوجوانی، برانت در ۲ باشگاه محل زندگی اش بازی کرد؛ و بعد از آن به تیم جوانان ولفسبورگ پیوست. در سال ۲۰۱۴، برنت در طول انتقال ژانویه با مبلغ ۳۵۰٬۰۰۰ یورو به بایر لورکوزن پیوست، جایی که قرارداد حرفه‌ای را تا سال ۲۰۱۸ امضا کرد. او اولین بازی حرفه‌ای خود را در ۱۵ فوریه ۲۰۱۴ در بوندسلیگا مقابل شالکه ۰۴ انجام داد. در ۴ آوریل ۲۰۱۴ او اولین گل خود را برای بایر لورکوزن به ثمر رساند.
بین ۲۰ مارس و ۳۰ آوریل ۲۰۱۶، او در ۶ بازی متوالی پیروزی‌های بوندسلیگا موفق به گلزنی شد و به عنوان بهترین بازیکن جوان جهان از زمان گرد مولر به صورت متوالی گل به ثمر رساند.
سبک بازی وی شبیه ماریو گوتزه است و خیلی از آلمانی‌ها وی را ماریو گوتزه آینده می‌نامند. در آوریل ۲۰۱۸ برنت، قرار داد خود را با بایر لورکوزن تا سال ۲۰۲۳ تمدید کرد.
او سال ۲۰۱۹ به بورسیا دورتموند پیوست و یک قهرمانی جام حذفی آلمان با این تیم بدست آورد و به فینال لیگ قهرمانان اروپا ۲۰۲۳-۲۰۲۴ رسید 

## حرفه بین‌المللی
در ۱۷ می ۲۰۱۶، با توجه به عملکرد فوق‌العاده او در آن فصل بوندسلیگا توسط یو آخیم لو سرمربی تیم ملی آلمان برای حضور در جام ملت‌های اروپا ۲۰۱۶ انتخاب شد، اما مصدومیت باعث شد که او از تیم خط بخورد.
همچنین وی عضو تیم نایب قهرمان المپیک ریو ۲۰۱۶ بود و در آخر برنده مدال نقره شد. وی با ۷ پاس گل، برترین پاس گل دهنده در این رقابت شد.
برانت اولین گل ملی خود برای تیم ملی آلمان را مقابل سن مارینو در پیروزی ۷–۰ آلمان در انتخابی جام جهانی ۲۰۱۸ به ثمر رساند. وی در ۱۴ بازی برای تیم ملی آلمان تاکنون ۱ گل به ثمر رسانده‌است. وی عضو تیم قهرمان جام کنفدراسیون‌ها ۲۰۱۷ است. در این رقابت در ۳ بازی موفق به دادن یک پاس گل شد.
برانت اولین جام جهانی خودش را در جام جهانی ۲۰۱۸ روسیه تجربه کرد و در ۳ بازی مانشافت در روسیه به عنوان یار تعویضی پا به زمین گذاشت 
وی از آخرین ترکیب یوآخیم لوو در یورو ۲۰۲۰ خط خورد